# Вінтер-Гарбор (Мен)
Вінтер-Гарбор (англ. Winter Harbor) — місто (англ. town) в США, в окрузі Генкок штату Мен. Населення — 461 особа (2020).

## Демографія
Згідно з переписом 2010 року, у місті мешкало 516 осіб у 255 домогосподарствах у складі 145 родин. Було 519 помешкань
Расовий склад населення:
| - 96,9 % — білих - 0,6 % — азіатів - 0,4 % — чорних або афроамериканців - 0,2 % — корінних американців - 1,4 % — осіб інших рас |

До двох чи більше рас належало 0,6 %. Частка іспаномовних становила 1,7 % від усіх жителів.
За віковим діапазоном населення розподілялося таким чином: 18,0 % — особи молодші 18 років, 56,2 % — особи у віці 18—64 років, 25,8 % — особи у віці 65 років та старші. Медіана віку мешканця становила 51,1 року. На 100 осіб жіночої статі у місті припадало 89,7 чоловіків;  на 100 жінок у віці від 18 років та старших — 89,7 чоловіків також старших 18 років.
Середній дохід на одне домашнє господарство  становив 53 475 доларів США (медіана — 38 875), а середній дохід на одну сім'ю — 70 594 долари (медіана — 73 750). Медіана доходів становила 47 778 доларів для чоловіків та 28 125 доларів для жінок. За межею бідності перебувало 17,8 % осіб, у тому числі 14,5 % дітей у віці до 18 років та 14,5 % осіб у віці 65 років та старших.
Цивільне працевлаштоване населення становило 194 особи. Основні галузі зайнятості: освіта, охорона здоров'я та соціальна допомога — 25,8 %, сільське господарство, лісництво, риболовля — 18,0 %, науковці, спеціалісти, менеджери — 11,3 %, будівництво — 10,3 %.